# Благов, Василий Иванович
Василий Иванович Благов (1906—1979) — сержант Рабоче-крестьянской Красной Армии, участник Великой Отечественной войны, Герой Советского Союза (1945).

## Биография
Василий Благов родился 11 декабря 1906 года в деревне Кучино в крестьянской семье. В возрасте 12 лет пытался сбежать на фронт Гражданской войны, но заболел тифом и был отправлен в карантинном вагоне в Баку. После этого в течение года добирался домой, беспризорничал. Получил начальное образование, работал механизатором на машинно-тракторной станции. В возрасте 18 лет женился, в семье родилось два сына и дочь. В октябре 1941 года был призван на службу в Рабоче-крестьянскую Красную Армию. С марта 1942 года — на фронтах Великой Отечественной войны. Участвовал в боях на Калининском и 1-м Белорусском фронтах. Принимал участие в форсировании Турьи и Западного Буга. Отличился во время форсирования Вислы и контрнаступления с Пулавского плацдарма. К тому времени сержант Василий Благов командовал отделением 249-го отдельного сапёрного батальона 134-й стрелковой дивизии 69-й армии 1-го Белорусского фронта.

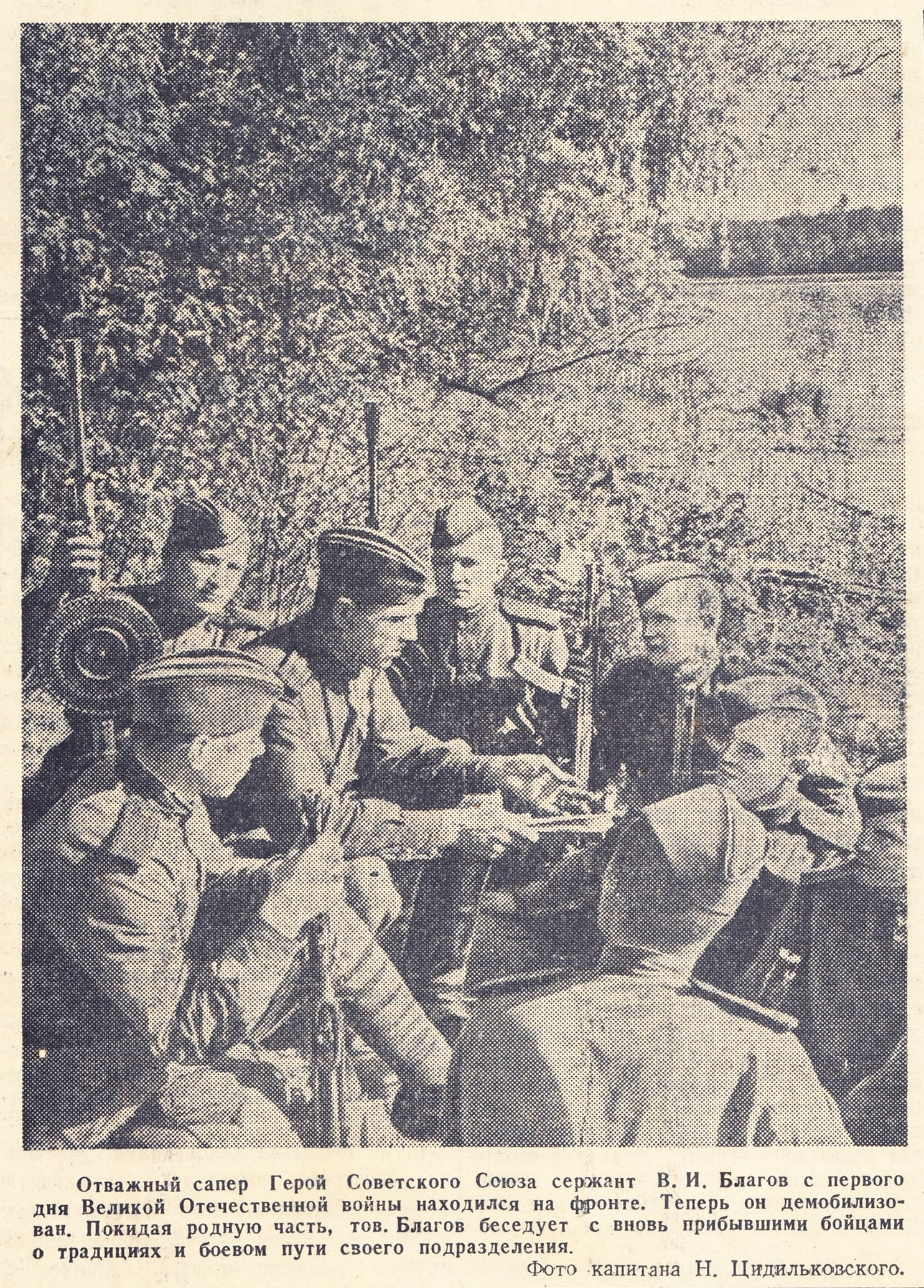
Благов В.И. перед демобилизацией. Газета "Красная звезда" от 11 октября 1945 года. Автор фотографии: Цидильковский Наум Ушерович.

1—4 августа 1944 года Благов переправил через Вислу 972 советских солдата и офицера, которые захватили на западном берегу реки плацдарм и удерживали его. 14 января 1945 года во время боёв у города Радом в Польше Благов лично обезвредил около 200 вражеских мин, проделав тем самым два прохода в минных заграждениях и дав проход 30 танкам и нескольким подразделениям пехоты.
Указом Президиума Верховного Совета СССР от 27 февраля 1945 года за «образцовое выполнение боевых заданий командования на фронте борьбы с немецко-фашистскими захватчиками и проявленные при этом отвагу и геройство» сержант Василий Благов был удостоен высокого звания Героя Советского Союза с вручением ордена Ленина и медали «Золотая Звезда» за номером 6822.
В феврале 1945 года под Лодзем Благов подорвался на мине, получив ранение и контузию. После окончания войны в 1945 году Благов был демобилизован. Вернулся на родину, проживал в селе Выжелес Спасского района. Работал механизатором той же МТС, затем в колхозе, был отличником областных социалистических соревнований. Умер 16 сентября 1979 года, похоронен в родном селе.
Был также награждён орденами Отечественной войны 1-й и 2-й степени, а также рядом медалей.